# Geococcus
Geococcus là chi thực vật có hoa trong họ Cải.